# Визенбах (Баден)
Визенбах (нем. Wiesenbach) — община в Германии, в земле Баден-Вюртемберг.
Подчиняется административному округу Карлсруэ. Входит в состав района Рейн-Неккар. Население составляет 3071 человек (на 31 декабря 2010 года). Занимает площадь 11,13 км².